# Premio Bram Stoker al racconto lungo
Il premio Bram Stoker al racconto lungo (Bram Stoker Award for Superior Achievement in Long Fiction) è un premio letterario assegnato dal 1998 dalla Horror Writers Association (HWA) ad un racconto lungo dell'orrore «di qualità superiore» (Superior Achievement in Long Fiction, non Best Long Fiction).

## Albo d'oro
L'anno si riferisce al periodo di pubblicazione preso in considerazione, mentre i premi sono assegnati l'anno successivo.
I vincitori sono indicati in grassetto, a seguire gli altri candidati.

### Anni 1998-1999
- 1998: Mr. Clubb and Mr. Cuff di Peter Straub
  - Leavings di P.D. Cacek
  - As Above, So Below di Brian Hodge
  - What Would You Do For Love? di John Shirley
- 1999: Mad Dog Summer di Joe R. Lansdale
  - Five Days in April di Brian A. Hopkins
  - Dread in the Beast di Charlee Jacob
  - Right to Life di Jack Ketchum

### Anni 2000-2009
- 2000: The Man on the Ceiling di Melanie Tem e Steven Rasnic Tem
  - Riding the Bullet di Stephen King
  - In Shock di Joyce Carol Oates
  - God Screamed and Screamed, Then I Ate Him di Lawrence P. Santoto
- 2001: In These Final Days of Sales di Tim Lebbon
  - From A to Z, in the Sarsaparilla Alphabet di Harlan Ellison
  - Demolition di Nancy Etchemendy
  - Earthworm Gods di Brian Keene
  - Northern Gothic Nick Mamatas
- 2002: El Dia de Los Muertos di Brian A. Hopkins ex aequo My Work is Not Yet Done di Thomas Ligotti
  - Cape Wrath di Paul Finch
  - Coraline di Neil Gaiman
  - The Origin di David B. Silva
- 2003: Closing Time di Jack Ketchum
  - The Necromancer di Douglas Clegg
  - Fuckin' Lie Down Already di Tom Piccirilli
  - Louisiana Breakdown di Lucius Shepard
  - Roll Them Bones di David Niall Wilson
- 2004: The Turtle Boy di Kealan-Patrick Burke
  - Zora and the Zombie di Andy Duncan
  - Lisey and the Madman di Stephen King
  - Dead Man's Hand di Tim Lebbon
  - Northwest Passage di Barbara Roden
- 2005: Best New Horror di Joe Hill
  - In the Midnight Museum di Gary A. Braunbeck
  - The Things They Left Behind di Stephen King
  - Some Zombie Contingency Plans di Kelly Link
- 2006: Dark Harvest di Norman Partridge
  - Hallucigenia di Laird Barron
  - Mama's Boy di Fran Friel
  - Bloodstained Oz di Christopher Golden e James A. Moore
  - Clubland Heroes di Kim Newman
- 2007: Afterward, There Will Be A Hallway di Gary Braunbeck
  - Almost the Last Story by Almost the Last Man di Scott Edelman
  - General Slocum's Gold di Nicholas Kaufmann
  - The Tenth Muse di William Browning Spencer
  - An Apiary of White Bees di Lee Thomas
- 2008: Miranda di John R. Little
  - The Shallow End of the Pool di Adam-Troy Castro
  - Redemption Roadshow di Weston Ochse
  - The Confessions of St. Zach di Gene O'Neill
- 2009: The Lucid Dreaming di Lisa Morton
  - Dreaming Robot Monster di Mort Castle
  - The Hunger of Empty Vessels di Scott Edelman
  - Doc Good's Traveling Show di Gene O'Neill

### Anni 2010-2019
- 2010: Invisible Fences di Norman Prentiss
  - The Painted Darkness di Brian James Freeman
  - Dissolution di Lisa Mannetti
  - Monsters Among Us di Kirstyn McDermott
  - The Samhanach di Lisa Morton
- 2011: La Ballata di Ballard e Sandrine di Peter Straub
  - 7 Brains di Michael Louis Calvillo
  - Roots and All di Brian Hodge
  - The Colliers' Venus (1893) di Caitlin R. Kiernan
  - Ursa Major di John R. Little
  - Rusting Chickens di Gene O'Neill
- 2012: The Blue Heron di Gene O'Neill
  - The Fleshless Man di Norman Prentiss
  - I'm Not Sam di Jack Ketchum & Lucky McKee
  - Lost Girl of the Lake di Joe McKinney & Michael McCarty
  - Thirty Miles South of Dry County di Kealan Patrick Burke
- 2013: The Great Pity di Gary Braunbeck
  - The Bluehole di Dale Bailey
  - The Slaughter Man di Benjamin K. Ethridge
  - No Others Are Genuine di Gregory Frost
  - House of Rain di Greg F. Gifune
  - East End Girls di Rena Mason
- 2014: Fishing for Dinosaurs di Joe R. Lansdale
  - Dreams of a Little Suicide di Eric J. Guignard
  - The Infected di Taylor Grant
  - Lost and Found di Joe McKinney
  - Three Guys Walk Into a Bar di Jonathan Maberry
- 2015: Little Dead Red di Mercedes M. Yardley
  - Paper Cuts (Seize the Night) di Gary A. Braunbeck
  - The Box Jumper di Lisa Mannetti
  - Special Collections (The Library of the Dead) di Norman Partridge
  - Becoming Invisible, Becoming Seen di Scott Edelman
- 2016:  The Winter Box di Tim Waggoner
- The Sadist's Bible di Nicole Cushing
- That Perilous Stuff di Scott Edelman
- The Ballad of Black Tom di Victor LaValle
- The Jupiter Drop di Josh Malerman